# 安士百合野
安士 百合野（やすし ゆりの、1987年9月5日 - ）は、日本の声優、女優。神奈川県出身。

## 略歴
中学1年生で初めて見ていた劇団四季に感銘を受けて、中学、高校時代は音楽部に所属していた。
2010年に、洗足学園音楽大学ミュージカルコース一期卒業。
同大学在学中の2006年8月に開催された、Aniplex presents Super Voice Auditionにて3211人中の5人として合格後、声優として活動。
2011年春に劇団四季へ入団。「ライオンキング」北海道開幕公演出演後、東京と合わせて400公演以上出演。2013年2月に同劇団を退団し、ミュージカル女優として新たなスタートを切る。以前は、ボイスアンドハート→マウスプロモーション→劇団四季に所属していた。現在は、M&Sカンパニー所属。

## 人物
アニメ、外画の吹き替え、ゲーム、ドラマCDなどで活躍。
趣味・特技は歌、イラスト、観劇、読書。
双子の子供がいる。

## 出演作品

### テレビアニメ
- 地獄少女 三鼎（女生徒の母）
- ナイトウィザード The ANIMATION（生徒）

### 吹き替え
- iCarly
- キャンプ・ロック
- サンタ・バディーズ 小さな5匹の大冒険
- ソウルメン（クリーオ〈シャロン・リール〉）
- ハンコック（女性3）
- ミディアム4 霊能者アリソン・デュボア #1
- スイスイ!フィジー!（ママ）
- ドーラ（赤ちゃんキリン）
- バットマン:ブレイブ&ボールド（ブラックカナリー）
- ちびっこバス タヨ（タヨ）

### ラジオ
ラジオドラマ
- VOMIC コイバナ!〜恋せよ花火〜（しのっちょ）

### ドラマCD
- 東海道HISAME-陽炎- シリーズ
  - 東海道HISAME-陽炎-（孔雀院斎（幼少時代）、千絵）
  - 東海道HISAME-陽炎- 高野山激闘編（孔雀院斎〈幼少時代〉）

### ゲーム
- 剣と魔法と学園モノ。2G（トレネッテ）
- 侍道4（ローラ・リータ）
- タツノコ VS. CAPCOM CROSS GENERATION OF HEROES